# Nobuhito Takamatsu
 (septembre 2016).
Si vous disposez d'ouvrages ou d'articles de référence ou si vous connaissez des sites web de qualité traitant du thème abordé ici, merci de compléter l'article en donnant les références utiles à sa vérifiabilité et en les liant à la section « Notes et références ».
Pour les articles homonymes, voir Takamatsu et Takamatsu (homonymie).
Nobuhito Prince Takamatsu du Japon, (japonais: 高松宮宣仁親王, Takamatsu no miya Nobuhito Shinnō) (3 janvier 1905 - 3 février 1987) est le troisième fils de l'empereur Taishō et de l'impératrice Teimei ainsi qu'un frère cadet de l'empereur Shōwa et du prince Yasuhito Chichibu. Il devint prince Takamatsu-no-miya (préalablement Arisugawa-no-miya), une des quatre branches shinnōke de la famille impériale héritière au trône du chrysanthème à défaut d'un héritier direct.

## Biographie

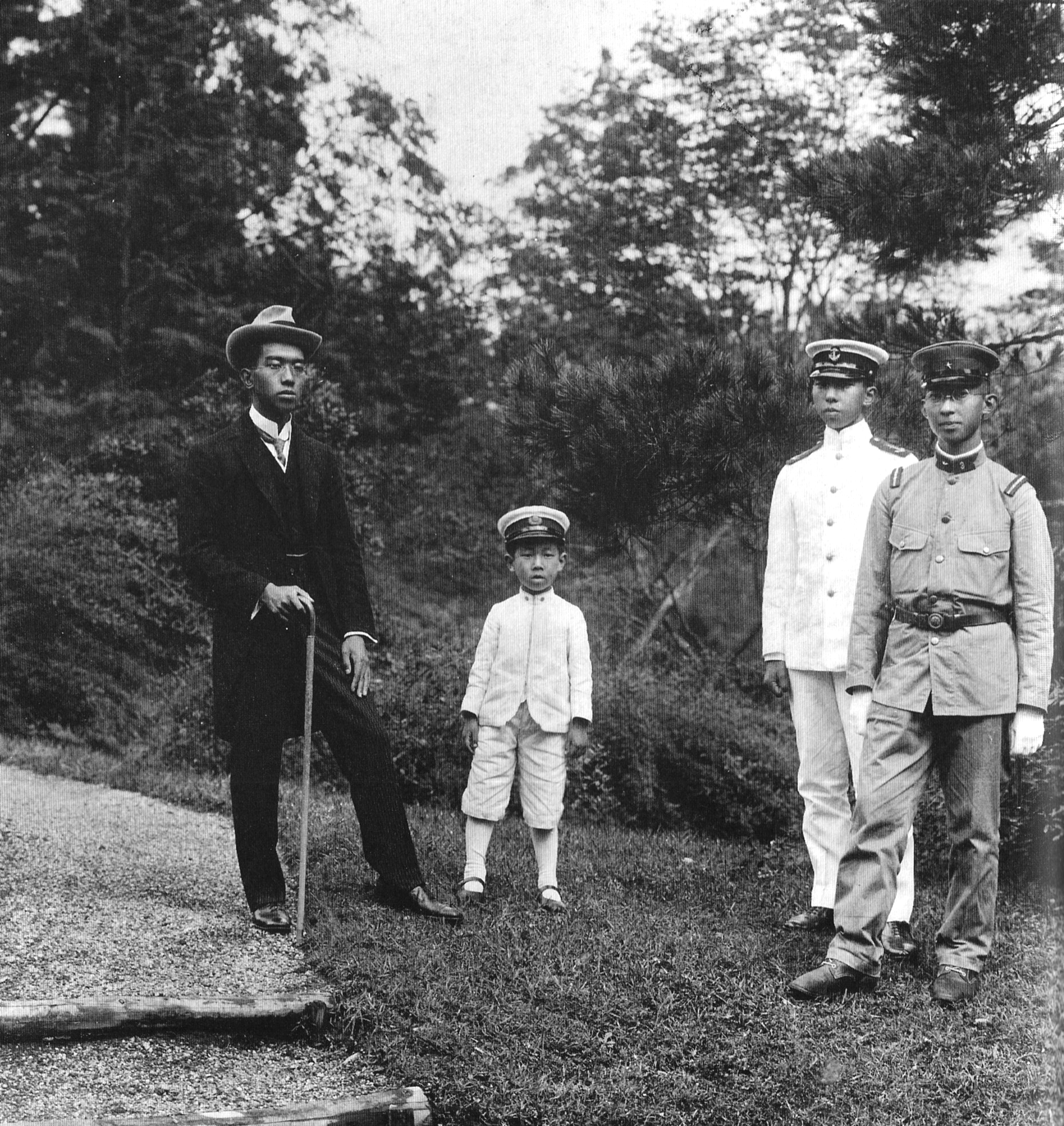
Les quatre fils de l'empereur Taisho en 1921 : Hirohito, Takahito, Nobuhito et Yasuhito.

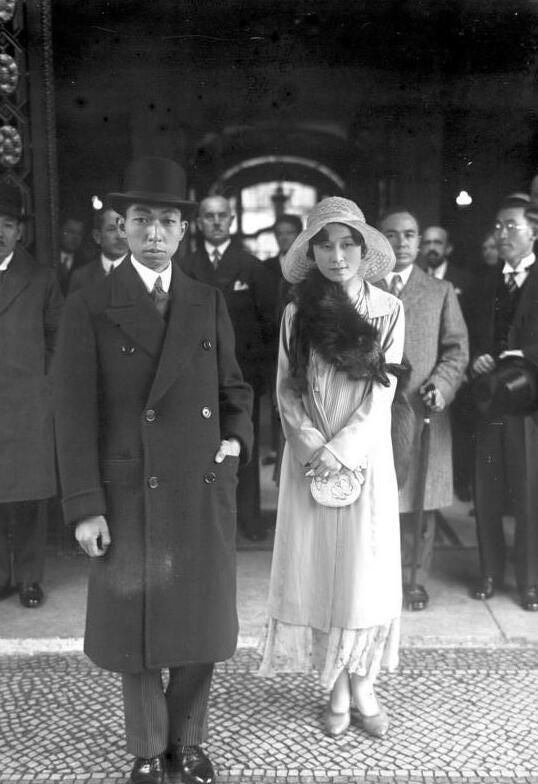
Le prince Takamatsu et son épouse Kikuko en août 1930 à Berlin.

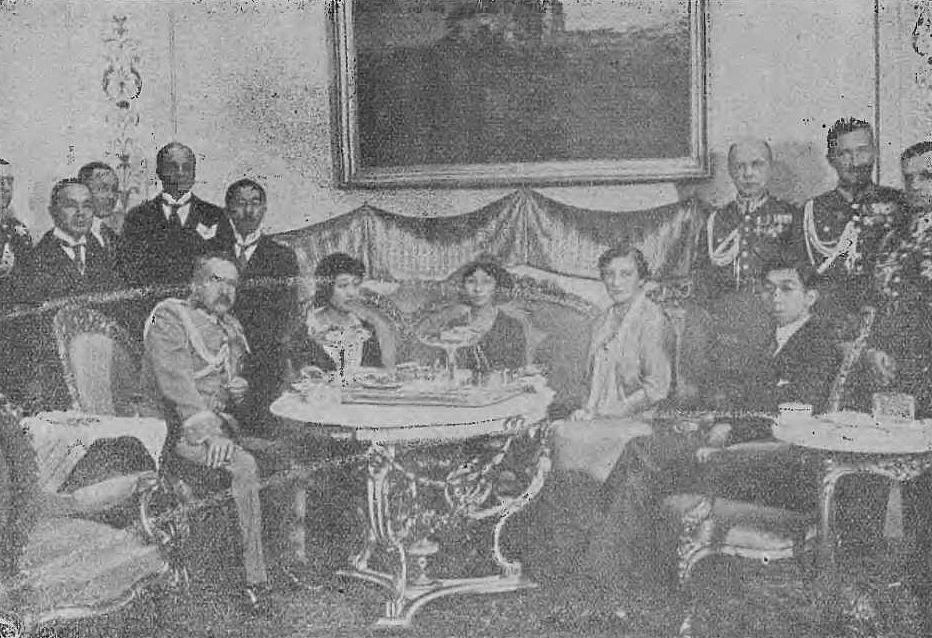
Le couple princier avec la couple présidentiel à Varsovie le 8 octobre 1930.

### Carrière militaire
Takamatsu est inscrit à l'académie navale impériale de 1922 à 1925. Il reçoit une assignation comme sous-lieutenant en décembre 1925 à bord du cuirassé Fusō. Il étudie à l'école navale d'aviation à Kasumigaura en 1927 et à l'école navale d'armement à Yokosuka de 1930 à 1931. En 1930, il est promu lieutenant et rattaché à l'état-major de la Marine à Tokyo. Le prince est diplômé du Collège naval en 1936, après avoir atteint le grade de lieutenant-commandant. Il atteint celui de commandant en septembre 1940 et celui de capitaine en 1942. 
De 1936 à 1945, Nobuhito Takamatsu exerce diverses fonctions au sein de l'état-major de la Marine à Tokyo. Il exprime de sérieuses réserves au sujet de l'entrée en guerre de l'empire du Japon contre l'Occident à l'automne 1941, avertissant le 30 novembre son aîné Hirohito que la marine ne pourrait tenir plus de deux ans contre les États-Unis. 
Il presse l'Empereur de conclure la paix après la bataille de Midway en 1942, intervention qui cause une rupture entre les deux frères. Après la bataille de Saipan en juillet 1944, Takamatsu se ligue avec sa mère l'impératrice Teimei, ses oncles Naruhiko Higashikuni et Yasuhiko Asaka, l'ancien premier ministre Fumimaro Konoe et d'autres aristocrates pour faire tomber le cabinet de Hideki Tojo.

### Après-guerre
En 1975, le Bungei shunjû publie une longue entrevue du prince dans laquelle il raconte l'avertissement qu'il a donné à son frère Hirohito le 30 novembre 1941, et celui qu'il a livré après Midway. Il raconte également que, avant et après la reddition, lui et le prince Konoe ont envisagé de demander l'abdication de l'empereur. Cette entrevue laisse entendre que Hirohito était un ferme partisan de la guerre de la Grande Asie orientale alors que le prince était contre.

### Décès
Nobuhito Takamatsu meurt d'un cancer du poumon le 3 février 1987 au centre médical de la Croix-Rouge à Tokyo. Ses restes reposent au cimetière Toshimagaoka.

## Postérité
En 1991, son épouse, la princesse Kikuko Takamatsu et un chambellan découvrent un journal de 20 tomes, écrit de la main du prince Takamatsu entre 1934 et 1947. Ce document, obtenu par le magazine Chou Koron, montre que le prince s'est opposé aux incursions de l'armée du Guandong en Mandchourie en septembre 1931 et à la seconde guerre sino-japonaise.

### Praemium Imperiale
Le Praemium Imperiale est remis depuis 1989 à la mémoire du prince Takamatsu. Celui-ci était connu pour son soutien aux arts. Il fut le président de l’Association japonaise des beaux-arts de 1929 jusqu’à sa mort. Après la guerre, quand le Japon commença à se développer économiquement, le prince a vu dans les arts un moyen de parvenir à l’entente et à la paix. Ce sont ces principes qui ont gouverné à la création du prix.